# 1794 aux échecs
| Années des échecs : 1791 - 1792 - 1793 - 1794 - 1795 - 1796 - 1797    |
| Décennies des échecs : 1760 - 1770 - 1780 - 1790 - 1800 - 1810 - 1820 |

Cet article présente les faits marquants de l'année 1794 aux échecs.

## Naissances
- Alexandre Petrov, joueur et théoricien russe des échecs.